# Яворники
Я́ворники (словац. Javorníky) — гірський масив на заході Словаччини та сході Чехії, частина Західних Карпат (Словацько-Моравських Карпат).
Гори простягаються із північного сходу на південний захід, між річкою Ваг на сході та Моравсько-Сілезькими Бескидами на півночі. На півдні переходять в Білі Карпати, на півночі — в Бескиди. Найвища точка — гора Великий Яворник (1071 м), на кордоні двох держав.
Гори вкриті мішаними лісами — бук та ялина.
Протікають
- Гоштинський потік[1]
- Закопчанський потік[2]
- Оходничанка[3]
- Рієка[4]